# Giải quần vợt Pháp Mở rộng 2017 - Đôi nữ huyền thoại
Lindsay Davenport và Martina Navratilova là đương kim vô địch, nhưng thua trước Tracy Austin và Kim Clijsters ở chung kết, 3–6, 6–3, [5–10].

## Kết quả

### Từ viết tắt
| - Q = Vòng loại - WC = Đặc cách - LL = Thua cuộc may mắn - Alt = Thay thế - SE = Miễn đặc biệt | - PR = Bảo toàn thứ hạng - w/o = Thắng nhờ đối thủ rút lui trước trận đấu - r = Bỏ cuộc giữa trận đấu - d = Bị xử thua - SR = Xếp hạng đặc biệt |

### Chung kết
|  | Chung kết |                                       |   |   |      |  |
|  |           |                                       |   |   |      |  |
|  | A1        | Lindsay Davenport Martina Navratilova | 3 | 6 | [5]  |  |
|  | B1        | Tracy Austin Kim Clijsters            | 6 | 3 | [10] |  |

### Bảng A
|    |                                         | L Davenport M Navratilova | A Myskina N Tauziat | A Sánchez Vicario S Testud | RR W–L | Set W–L | Game W–L | Xếp hạng |
| A1 | Lindsay Davenport Martina Navratilova   |                           | 5–7, 6–0, [10–4]    | 4–6, 6–3, [8–10]           | 1–1    | 3–3     | 22–17    | 1        |
| A2 | Anastasia Myskina Nathalie Tauziat      | 7–5, 0–6, [4–10]          |                     | 2–6, 6–3, [10–6]           | 1–1    | 3–3     | 16–21    | 3        |
| A3 | Arantxa Sánchez Vicario Sandrine Testud | 6–4, 3–6, [10–8]          | 6–2, 3–6, [6–10]    |                            | 1–1    | 3–3     | 19–19    | 2        |

Tiêu chí xếp hạng: 1) Số trận thắng; 2) Số trận; 3) Số phần trăm set thắng hoặc game thắng (trong cuộc đấu tay ba); 4) Quyết định của ban tổ chức.

### Bảng B
|    |                                | T Austin K Clijsters | M Bartoli I Majoli | C Martínez C Rubin | RR W–L | Set W–L | Game W–L | Xếp hạng |
| B1 | Tracy Austin Kim Clijsters     |                      | 4–6, 6–0, [10–6]   | 4–1, ret.          | 2–0    | 3–1     | 15–7     | 1        |
| B2 | Marion Bartoli Iva Majoli      | 6–4, 0–6, [6–10]     |                    | 7–6(7–5), 6–4      | 1–1    | 3–2     | 19–21    | 2        |
| B3 | Conchita Martínez Chanda Rubin | 1–4, ret.            | 6–7(5–7), 4–6      |                    | 0–2    | 0–3     | 11–17    | 3        |

Tiêu chí xếp hạng: 1) Số trận thắng; 2) Số trận; 3) Số phần trăm set thắng hoặc game thắng (trong cuộc đấu tay ba); 4) Quyết định của ban tổ chức.